# Хонда, Мию
Мию Хонда (яп. 本田 望結, род. 1 июня 2004 года в Киото) — японская телезвезда, актриса, фигуристка.

## Биография
Родилась в 2004 году.
Дебютировала в мире шоу-бизнеса в 2010 году как актриса в телевизионных рекламных роликах. Также сыграла несколько небольших ролей в дорамах.
Слава пришла к ней в 2011 году с ролью Кии Асуды в дораме Kaseifu no Mita на NTV. В среднем этот сериал собирал долю аудитории в 25,2 % и считается самой популярной дорамой того года.

## Семья
Её старшая сестра Марин Хонда — тоже фигуристка, чемпионка мира среди юниоров 2016 года.
Также фигуристка её самая младшая сестра Сара. А старший брат Таити Хонда, тоже фигурист, в январе 2017 года стал вторым на чемпионате Японии по фигурному катанию среди учащихся старшей школы.

## Фильмография

### Дорамы
- Wataru Seken wa Oni Bakari (2011, TBS) — Мари[7]
- Sayonara Bokutachi no Youchien (2011, NTV) — Микото Мотида[8]
- Marumo no Okite (2011, CX, эп. 3—10) — Манами Эндо[7]
- Ikemen desu ne (2011, TBS, эп. 1)[7]
- Kaseifu no Mita (2011, NTV) — Кии Асуда[9]
- Kodomo Keisatsu (2012, TBS) — Майко Хяси[10]
- Summer Rescue (2012, TBS) — Момока Хирахара[11]
- Kodomo Keishi (2013,TBS)
- Skate Gutsu no Yakusoku (яп. スケート靴の約束) (25 декабря 2013, TV Aichi)
- Jui-san Jikendesuyo (2014, YTV, эп. 1, 5) — Аои Асано
- Keibuho Sugiyama Shintaro (2015, TBS) — Михару Сугияма

и др.

### Кинофильмы
- Gantz: Perfect Answer (2011)[9]
- Kiiroi Zou (2012)[12]
- Popura no Aki (2015) — Тиаки Хосино
- Haha to Kuraseba (2015) — Тамико

#### Дубляж на японский язык
- Большой и добрый великан (2016) — Софи (роль играет Руби Барнхилл)